# (10554) Västerhejde
(10554) Västerhejde, désignation internationale (10554) Vasterhejde, est un astéroïde de la ceinture principale.

## Description
(10554) Vasterhejde est un astéroïde de la ceinture principale. Il fut découvert le 19 mars 1993 à La Silla par le programme UESAC. Il présente une orbite caractérisée par un demi-grand axe de 3,21 UA, une excentricité de 0,15 et une inclinaison de 7,4° par rapport à l'écliptique.

## Compléments